# Ranasinkiteni
Ranasinkiteni (nepalski: रणसिंहकिटेनी) – gaun wikas samiti w zachodniej części Nepalu w strefie Dhawalagiri w dystrykcie Baglung. Według nepalskiego spisu powszechnego z 2011 roku liczył on 570 gospodarstw domowych i 3032 mieszkańców (1706 kobiet i 1326 mężczyzn).